# Fraulautern-Kreuzberg

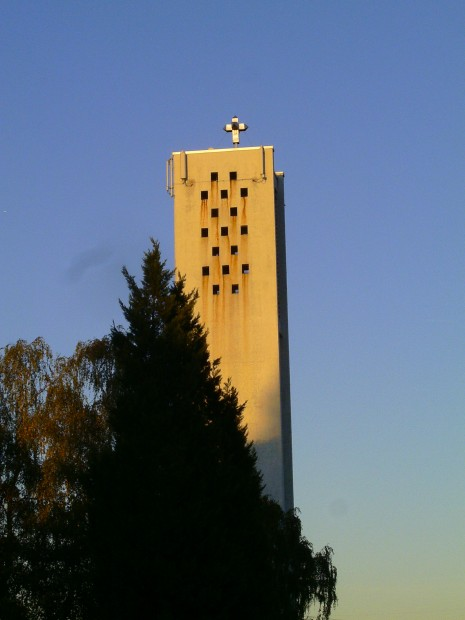
Kirche St. Josef

Der Kreuzberg ist ein Ortsteil von Fraulautern, einem Stadtteil der saarländischen Kreisstadt Saarlouis.

## Geschichte
Im Volksmund wird der Kreuzberg auch die Siedlung genannt, da der Ortsteil als ebensolche nach dem Zweiten Weltkrieg auf dem gleichnamigen Hügel zwischen Saarlouis-Fraulautern und Saarwellingen entstand. Der stetige Bevölkerungszuwachs bewirkte einen raschen Aufschwung, so dass die Siedlung bereits nach wenigen Jahren etliche Merkmale einer eigenen Ortschaft aufwies. Neben der Ansiedlung von Geschäften zum täglichen Bedarf und einer Volksschule ist von größter Bedeutung gewiss die Errichtung einer eigenen katholischen Pfarrei mit einem Gemeindezentrum und der geräumigen Hallenkirche St. Josef.